# Together at Last
Together at Last è il primo album in studio da solista del musicista statunitense Jeff Tweedy, pubblicato nel 2017.

## Tracce
Testi e musiche di Jeff Tweedy, eccetto dove indicato.

1. Via Chicago – 5:06
2. Laminated Cat (musica: Tweedy, Jim O'Rourke, Glenn Kotche) – 3:49
3. Lost Love – 2:28
4. Muzzle of Bees (musica: Tweedy, Jim O'Rourke) – 3:49
5. Ashes of American Flags (musica: Tweedy, Jay Bennett) – 3:45
6. Dawned on Me (musica: Tweedy, Pat Sansone) – 2:52
7. In a Future Age (musica: Tweedy, Jay Bennett) – 2:52
8. I Am Trying to Break Your Heart (musica: Tweedy, Jay Bennett) – 3:40
9. Hummingbird – 3:17
10. I'm Always in Love (musica: Tweedy, Jay Bennett) – 3:31
11. Sky Blue Sky – 3:13